# Mondscheinhaus
Das Mondscheinhaus war ein Anwesen in der heutigen Technikerstraße im 4. Wiener Gemeindebezirk Wieden, auf dem sich im 18. Jahrhundert ein bekannter Ballsaal befand.

## Geschichte

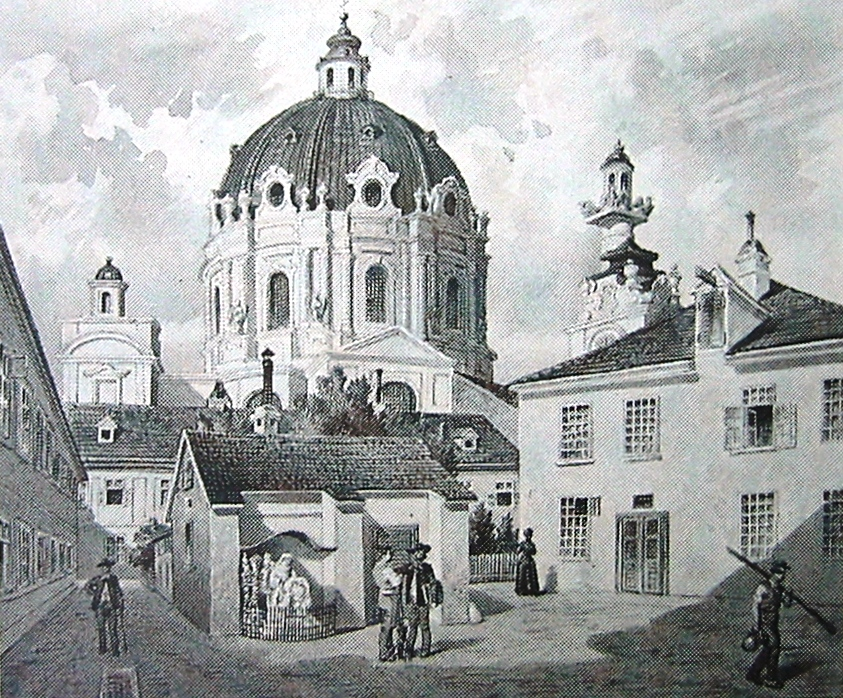
Hofansicht des Mondscheinhauses im 19. Jahrhundert, dahinter die Karlskirche

Anfang des 15. Jahrhunderts erwarb der Baumeister und Ratsherr Konrad Ramperstorffer von Margarethe Mondschein eine Ziegelwerkstatt in der Nähe der Karlskirche. Die Ziegel wurden für den Bau des Stephansdoms benötigt. Im Zuge der Ersten Wiener Türkenbelagerung wurde das Areal völlig verwüstet, der Name Zum Mondschein blieb jedoch dem neu errichteten Gebäude erhalten.
Seit 1773 befand sich hier der vom Lyoner Wirten Jean Beaucousin geführte Mondscheinsaal, in dem die Wiener vorzugsweise den damals populären Langaus tanzten. Friedrich Nicolai schrieb 1781 in seiner „Beschreibung einer Reise durch Deutschland und die Schweiz“:
Das ansehnlichste öffentliche Tanzhaus ist das beim Mondschein auf der Wieden. Dasselbe ist ein sehr schöner durch zwei Geschosse gehender Saal, mit verschiedenen gläsernen Kronen erleuchtet. Hier kann man sonntags viele Kaufleute, wohlhabende junge Bürger und Zivilbediente unterer Klassen mit ihren Frauen und Töchtern sehen. Der Tanz besteht aus einem beständig fortgehenden Walzer in die Runde, oft von zwanzig Personen hintereinander ... und da das weibliche Geschlecht in Wien wohl gewachsen und schön von Gesicht ist, so ist für die Zuschauer solch ein Tanz wirklich ein angenehmes Schauspiel.
Im hinteren Teil des Anwesens wohnte ab 1821 die Witwe des k.k. Hofsekretärs und Legationsrates Johann Franz von Schwind mit ihrem Sohn, dem Maler Moritz von Schwind. Gleich nebenan, im so genannten Fruhwirth-Haus wohnte von 1825 bis 1826 der mit Schwind befreundete Komponist Franz Schubert. Von 1826 bis 1841 unterhielt der Klavierbauer Conrad Graf und daran anschließend Carl Stein Werkstatt- und Verkaufsräume im Mondscheinhaus. Graf bewohnte bis 1845 ein Haus, das er 1835 im Garten des Mondscheinhauses errichten ließ.